# Калужница болотная
Калу́жница боло́тная (лат. Cáltha palústris) — травянистое многолетнее растение, вид рода Калужница (Caltha) семейства Лютиковые (Ranunculaceae). Встречается также под устаревшим синонимичным названием Калужница укореняющаяся.

## Ботаническое описание
Стебель мясистый, прямостоячий (либо восходящий и приподнимающийся), реже — лежачий (в этом случае легко укореняется в узлах), облиственный, голый. Высота растения от 3 до 40 и более см.
От короткого корневища, залегающего на глубине 2—3 см от поверхности почвы, отходят косо в низ многочисленные беловато-жёлтые придаточные корни. Во внутренней коре корневищ и корней хорошо развиты межклетники. На болотах глубина проникновения корней 25 см. Некоторые исследователи считают микотрофом, по другим данным микориза отсутствует.
Листья очередные, цельные, почковидные или сердцевидные, по краю городчатые или городчато-зубчатые, тёмно-зелёные, голые, блестящие. Розеточные листья крупные (иногда до 20 см в поперечнике), на длинных мясистых черешках, стеблевые — значительно меньше, на коротких черешках. Прицветные листья сидячие. Формула цветка: {\displaystyle \ast P_{5}\;A_{\infty }\;G_{5-8}}.
Цветки числом до 7 расположены на длинных цветоносах в пазухах верхних листьев. Околоцветник простой, ярко-жёлтый, оранжевый или золотистый, до 5 см в диаметре, состоит из 5 листочков, длиной до 25 мм каждый. Тычинок много, пестиков от 2 до 12. В Европейской части России цветёт в апреле-мае.
Плод — многолистовка. Число листовок соответствует числу пестиков в цветке. Листовки имеют на конце носик. Листовка содержит до 10 чёрных блестящих семян (размером до 2,5 мм), выпадающих из неё по созревании (в мае-июне).
Число хромосом: 2n=32, 56, 60.

## Распространение и экология
Распространена повсюду в зоне умеренного климата: в Европе (за исключением самой южной части) и в Закавказье, в Северной Америке (включая Аляску и Юкон), в Казахстане, Монголии и Японии, на севере и западе Китая, а также в горных районах Индийского субконтинента (север Индии, Бутан и Непал).
В России произрастает повсеместно.
Растёт в медленно текущей или стоячей воде вокруг родников и вдоль речек и ручьёв, в озёрах, на болотах и заболоченных участках в лесах и лугах, по сырым канавам. В горах забирается на высоту до 4 000 м над уровнем моря.
Размножается исключительно семенами. По наблюдениям в 1948 году на лугах притеррасной части Оки в среднем один экземпляр давал 290 семян. В лучших условиях произрастания одно растение может давать до 2800 семян на одно растения. Вес 1000 семян около 8,5 грамм. Семена содержат развитую губчатую ткань, что обеспечивает возможность переноса их на значительные расстояния водой. Данные о всхожести противоречивы (от 2 до 99 %). Лучше прорастают на свету.
Типичный гемикриптофит, на зиму надземные органы отмирают, а зимующие почки располагаются в близ поверхности.

## Химический состав
На основании анализа образца было выявлено от абсолютно сухого вещества в % : золы 13,6, протеина 15,8, жира 2,3, клетчатки 14,6, БЭВ, в том числе: моносахаров 11,4, сумма сахаров после инверсии 14,2, крахмала 8,2, гемицеллюлозы 10,1. В золе 13,3 % кальция.

## Значение и применение
Выращивается в качестве декоративного растения, имеет культурные формы.
Из свежих цветущих растений готовят гомеопатический противокашлевый препарат.
Нераспустившиеся бутоны мариновали в уксусе и использовали в пищу. Корни и стебли раньше примешивались к муке при выпечке хлеба. Грузины весною собирали верхушки стеблей с цветами и почками, использовали для приготовления похлебки и прочего. Из цветков можно добывать жёлтую краску. Листья использовали в народной медицине при лечении ожогов и ран. Второстепенный медонос, пчёлы собирают нектар и пергу лимонно жёлтого цвета.
Ядовитое растение. Наиболее ядовито в фазе цветения, когда протоанемонина особенно велико. При поедании значительного количества наблюдается отравление, выражающиеся в нарушении функции желудочно-кишечного тракта: колики, вздутие, диарея. При отравлении изменяется окраска мочи, учащаются позывы, возникает альбуминурия. У коров снижается выделение молока. Отравление наблюдается у лошадей и крупно рогатого скота, но случается редко, хотя зафиксированы случаи смертельного отравления.
Крупным рогатым скотом и лошадьми на пастбищах не поедается или поедается очень плохо, за отсутствием более ценных кормов. Некоторые исследователи указывают на несколько лучшую поедаемость. Также имеются указания о хорошем и без вреда поедании козами и крупным рогатым скотом в молодом возрасте. Охотно поедается северным оленем (Rangifer tarandus). По наблюдениям в Окском и Печоро-Илычском заповеднике листья растения часто поедаются европейским лосём (Alces alces).

## Классификация

### Таксономия
Caltha palustris L., 1753, Sp. Pl. : 558
Вид Калужница болотная относится к роду Калужница (Caltha) семейства Лютиковые (Ranunculaceae) порядка Лютикоцветные (Ranunculales). Кладограмма в соответствии с Системой APG IV по состоянию на декабрь 2023 года:
|  |                                      |  |                                   |                                   |                     |  | ещё 6 семейств | ещё 6 семейств |                    |  |                          |  | еще 6 подтвержденных видов и 9 видов, ожидающих подтверждения | еще 6 подтвержденных видов и 9 видов, ожидающих подтверждения |  |
|  |                                      |  |                                   |                                   |                     |  | ещё 6 семейств | ещё 6 семейств |                    |  |                          |  | еще 6 подтвержденных видов и 9 видов, ожидающих подтверждения | еще 6 подтвержденных видов и 9 видов, ожидающих подтверждения |  |
|  |                                      |  |                                   | порядок Лютикоцветные             |                     |  |                |                | род Калужница      |  |                          |  |                                                               |                                                               |  |
|  |                                      |  |                                   | порядок Лютикоцветные             |                     |  |                |                | род Калужница      |  | 5 внутривидовых таксонов |  |                                                               |                                                               |  |
|  | отдел Цветковые, или Покрытосеменные |  |                                   |                                   | семейство Лютиковые |  |                |                | Калужница болотная |  |                          |  |                                                               |                                                               |  |
|  | отдел Цветковые, или Покрытосеменные |  |                                   |                                   |                     |  |                |                |                    |  |                          |  |                                                               |                                                               |  |
|  |                                      |  | ещё 63 порядка цветковых растений | ещё 63 порядка цветковых растений |                     |  |                | ещё 53 рода    | ещё 53 рода        |  |                          |  |                                                               |                                                               |  |
|  |                                      |  |                                   | ещё 63 порядка цветковых растений |                     |  |                |                | ещё 53 рода        |  |                          |  |                                                               |                                                               |  |

### Внутривидовые таксоны
- Caltha palustris var. alba (Cambess.) Hook.f. & Thomson
- Caltha palustris var. barthei Hance
- Caltha palustris var. himalaica Tamura
- Caltha palustris var. membranacea Turcz.
- Caltha palustris var. umbrosa Diels